# Maria Albin
Elsa Maria Priscilla Albin, född den 27 mars 1953 i Täby, Stockholms län, är en svensk läkare och medicinsk forskare. Albin, som är överläkare, har varit verksam som docent i arbets- och miljömedicin vid medicinska fakulteten vid Lunds universitet. I oktober 2015 utsågs hon till professor i arbets- och miljömedicin vid Karolinska Institutet.
Hon disputerade 1992 i Lund och var i Lund projektledare för "Metalund", ett forsknings- och kompetenscentrum som vill öka kunskap och förståelse för olika miljöfaktorers påverkan på folksjukdomar.